# Myriwka (obwód kijowski)
Myriwka (ukr. Мирівка) – wieś na Ukrainie, w obwodzie kijowskim, w rejonie obuchowskim, hromadzie w Kaharłyk. W 2001 liczyła 1335 mieszkańców.
Wieś była dawną wsią własnościową nad rzeką Mirą, od której miejscowość wzięła swoją nazwę.